# Východní Uhersko
Východní Uherské království (maďarsky Keleti Magyar Királyság) je moderní název či označení té části Uherska, které vládl Jan Zápolský (jako Jan I. Uherský) a poté jeho syn Jan Zikmund Zápolský (1526–1570). Ta jim připadla po prohrané bitvě u Moháče (1526) a uherské občanské válce (1527–1538), zatím co západní část získali Habsburkové (Ferdinandu I. a Maxmilián II.). Současně vládli Zápolští východní části Uherska, přestože se Habsburkové několikrát pokusili sjednotit Uhersko pod svou vládu, východouherské království Zápolských mělo mocnou podporu ze strany Osmanské říše, která unifikaci Habsburků účinně zabraňovala. Rovněž nemalá část Uherska byla pod její nadvládou.

## Historie

### Rozdělení Uherska

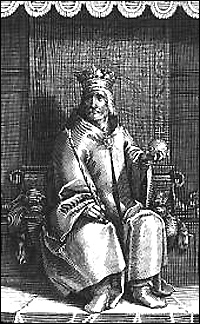
Jan Zápolský

Po smrti Ludvíka byli dva uchazeči o uherský trůn, Ferdinand a Jan Zápolský. Jan měl velkou výhodou především v silné podpoře uherské šlechty, která nemohla Ferdinandovi odpustit, že neposkytl Ludvíkovi žádnou pomoc u Moháče (Jan i přesto, že se nezúčastnil, tak alespoň přitáhl se svojí armádou).
To zapříčinilo 10. listopadu 1526 zvolení Jana králem uherskou šlechtou. Korunovace proběhla dalšího dne a Zápolský při ní přijal jméno Jan I. Uherský. Po Janově korunovaci se ale probudila šlechta podporující Ferdinanda v čele s vdovou po Ludvíkovi Marií, sestrou Ferdinandovou, a zvolila si za svého krále Ferdinanda.
Kvůli řešení této situace nabídl Jan mírové jednání v Olomouci. Jako prostředník byl zvolen polský král Zikmund. Jan se nechal ukolébat a polevil v obraně. Toho využil Ferdinand, který v roce 1527 opustil jednání, vtrhl s malou armádou do Uher a po několika vítězných bitvách obsadil Budín. Jan jen stěží uprchl do Polska, kde ho zachránil jeho švagr Zikmund, který nevyslyšel Ferdinandovy prosby o Janovo vydání.

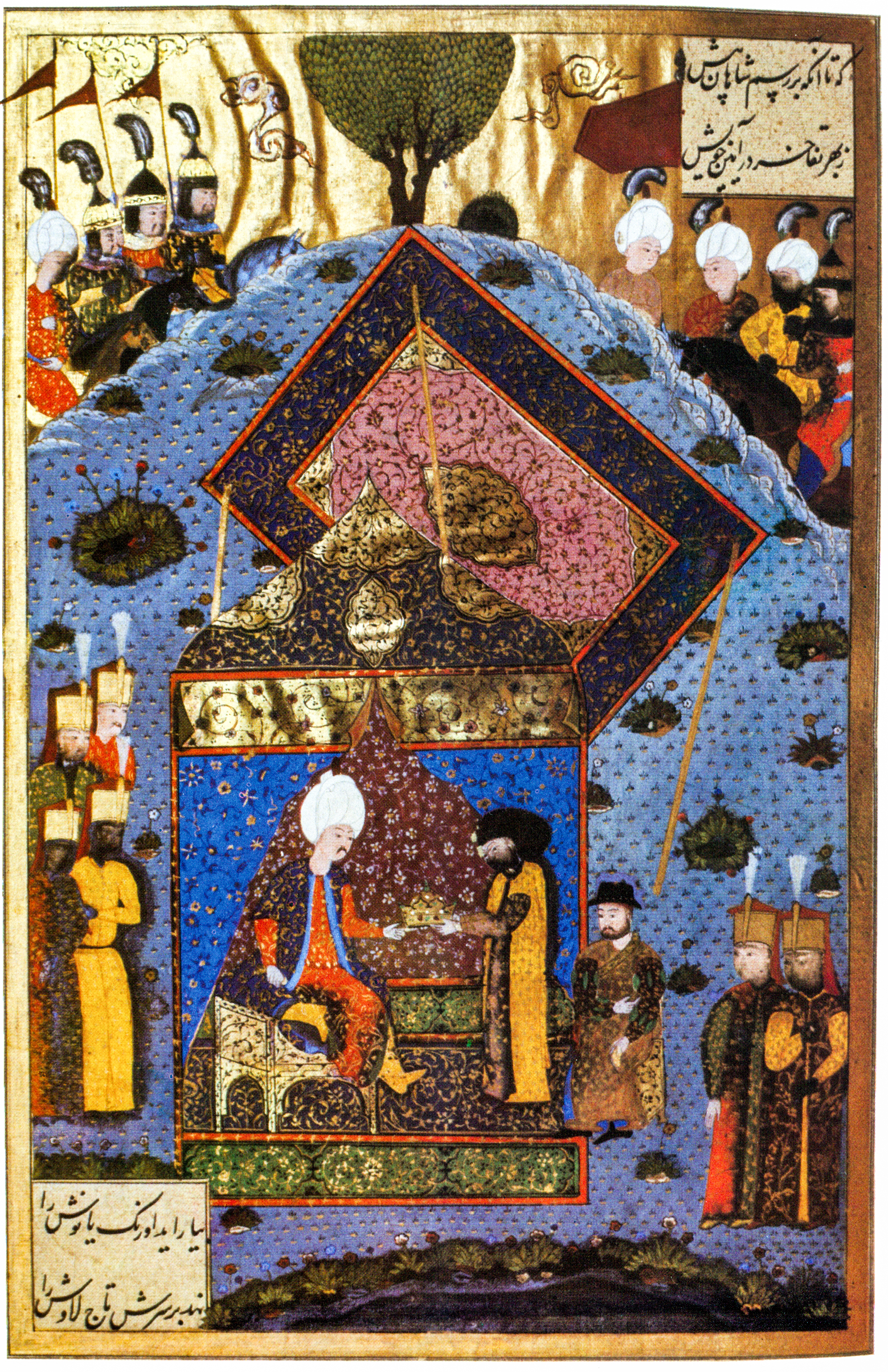
Sultán Sulejman Nádherný vrací Svatoštěpánskou korunu Janu Zápolskému

Po této prohře se Jan obrátil s prosbou o pomoc na Istanbul, kde nalezl mocného spojence v podobě sultána Sulejmana, který vycítil územní zisky v Evropě. Již na podzim roku 1528 se Jan mohl vrátit do Sedmihradska a později osmanští spojenci vyhnali Ferdinanda z Uher. Sulejman se zastavil až roku 1529 při obléhání Vídně, odkud musel ustoupit zpět domů. Za sultánovým vojskem ale postupovalo zpět do Uher Ferdinandovo vojsko, které opět úspěšně dobylo mnoho území. Jen Budín se mu podruhé ztéci nepodařilo.

Znak Jana Zápolského jako Jana I. Uherského

Jan musel do Uher znovu pozvat sultána Sulejmana. Ferdinandovo a Sulejmanovo vojsko se potýkalo tak dlouho, až si Ferdinand s Janem uvědomili, že na tomto konfliktu zdaleka nejvíc vydělává Sulejman. Rovněž pod nátlakem polského krále Zikmunda I. Starého, o jehož nejstarší dceru se Jan již delší dobu ucházel, v roce 1538 uzavřeli mírovou smlouvu (Velkovaradinský mír). Podle jejích ujednání Uhry zůstaly rozděleny mezi Jana a Ferdinanda. Jan si zachoval doživotní titul uherského krále, ale jeho nástupcem měl být Ferdinand a jeho dědicové. Tím tedy případní Janovi potomci neměli mít práv na uherskou korunu. Místo toho se jim mělo dostat peněžního odstupného, knížecího titulu a majetků na Spiši.
Velkovaradinský mír trval pouhé dva roky, až do narození Janova syna v roce 1540 – pouhých devět dní před Janovou smrtí. Nemluvně, Jan II. Zikmund Zápolský, bylo o několik týdnů později korunováno uherskými stavy. Po většinu vlády Jana II. bylo Východní Uhersko spravováno jeho matkou Isabelou a biskupem Jiřím Martinuzzim, který působil jako regent. Podporoval je sultán Sulejman, který uznal Jana II. jako krále a svého vazala.
V roce 1541 Uhersko ztratilo početná území: asi dvě třetiny dnešního Maďarska připadly Osmanské říši, dosud autonomní Sedmihradsko se osamostatnilo a stalo se vazalem Osmanské říše. Zbytek Uherska (tj. Slovensko, Burgenland a západní Maďarsko, pod názvem Královské Uhry připadlo Habsburkům.

### Sjednocení
K opětovnému sjednocení Uherska (ale bez Sedmihradska) došlo v letech 1699 (Karlovickým mírem) a roku 1718 dobytím posledních území v jihovýchodním Maďarsku od Turků. Uherské království bylo spojeno personální unií s ostatními dědičnými habsburskými zeměmi.